# Dom Pedro (Maranhão)
Dom Pedro est une municipalité brésilienne située dans l'État du Maranhão.